# Лев Толстой
Граф Лев Николаевич Толстой (на руски: Лев Никола̀евич Толсто̀й, [lʲev nʲɪkɐˈlaɪvʲɪtɕ tɐlˈstoj]) е виден руски писател и мислител. Почетен член на Петербургската академия на науките (1900).
Автор е главно на романи и разкази, в по-късната част от живота си и на пиеси, есета и религиозни трактати. Създател на учението толстоизъм, отлъчен от Светия синод на Руската православна църква през 1901 г. Обявен за светец на религиозното учение каодаизъм (каодай) в Индокитай.
Най-известните му 3 произведения са романите „Война и мир“, „Ана Каренина“ и „Възкресение“, нареждани сред най-значимите романи в историята и за връх на реалистичната литература. Самият Толстой е определян като най-великия романист в световната история.
Лев Толстой е известен и като сложна и парадоксална личност заради неговите религиозно-моралистични и аскетични възгледи, които възприема през 80-те години на XIX век и които го превръщат във влиятелен морален философ и социален реформатор. В последните години от живота си Толстой, изхождайки от буквалното тълкуване на религиозното учение на Исус Христос, най-вече на Проповедта на планината, става ревностен християнски анархист и анархопацифист. Неговите идеи за ненасилствена съпротива, изразени в книги като „Царството Божие е вътре във вас“ („Царство Божие внутри вас“), оказват силно влияние върху по-късни водачи на движението за ненасилие като Махатма Ганди и Мартин Лутър Кинг. Последователите на религиозните му възгледи (толстоизъм) се наричат толстоисти.

## Биография

### Произход и ранни години
Произхожда от руския благороднически род Толстой, легендарен (но измислен според повечето руски източници ) основоположник на който е немецът Индрис, заселил се в Чернигов през 1353 година. Неговият потомък след 3 века Пьотър Толстой е приближен на цар Петър I и се издига до поста ръководител на Тайната канцелария. Николай Толстой, бащата на писателя, е офицер, участвал в Наполеоновите войни. След напускането на армията натрупва дългове от хазарт и е принуден да заеме чиновническа длъжност. За да подобри материалното си положение, Николай Толстой се жени за Мария Волконска от княжеската фамилия Волконски, която извежда родословието си от киевския княз Ярослав Мъдри от XI век.
Лев Толстой е роден на 9 септември (28 август стар стил) 1828 година в усадбата Ясная Поляна, наследствено имение на майка му в Тулска губерния, разположено на 180 км на юг от Москва. Той е 4-то дете в семейството след 3 братя – Николай (1823 – 1860), Сергей (1826 – 1904) и Дмитрий (1827 – 1856). През 1830 година се ражда сестра му Мария (1830 – 1912), а майка му умира и с отглеждането на децата се заема тяхната далечна роднина Татяна Ерголска.
През 1837 година семейството се премества в Москва, където най-възрастният син Николай започва да се готви за постъпване в университета. Внезапната смърт на бащата през същата година поставя семейството в затруднено материално положение и Ерголска с по-малките деца се връща в Ясная Поляна, където за децата се грижи леля им по бащина линия графиня Александра Остен-Сакен, определена за тяхна настойница.
През 1840 година графиня Остен-Сакен също умира и децата се преместват в Казан при новата си настойница Пелагия Юшкова, сестра на баща им. Домът на Юшкови в Казан е сред центровете на местния светски живот, но срамежливият и с ниско самочувствие Лев Толстой трудно се вписва в него. Първоначалното си образование получава от частни учители, като немеца Реселман и французина Сен Тома.
През 1843 година, 15-годишен, Лев Толстой се записва в Казанския университет, за да се подготви за кандидатстване в редовния курс на университета по арабска и турска филология, единствения в страната по онова време. Започва редовното си обучение, показвайки на приемните изпити отлични резултати по „турско-татарски език“. Поради конфликт на семейството му с преподавателя по руска история и немски език в края на първата година е принуден да се премести в юридическия факултет. Макар че проявява известен интерес към работата на своя преподавател по право Дмитрий Мейер, Толстой изоставя образованието си през 1847 година, преди да завърши третата година в университета.

### Начало в литературата и служба
След като напуска университета, през пролетта на 1847 година Толстой се установява в Ясная Поляна. Животът му там е отразен до известна степен в по-късния разказ „Утрото на помешчика“. Той изучава самостоятелно английски език, музика и право. През 1849 година открива училище за своите крепостни селяни, където преподава един от тях, но понякога и самият Толстой провежда занятия.
През февруари 1849 година Лев Толстой заминава за Санкт Петербург, където прекарва голяма част от времето си с чичото на бъдещата си съпруга К. А. Иславин. През пролетта полага изпити по право, но след като взима 2 от тях, се отказва да се явява на последния и се връща на село. По-късно често посещава Москва, където увлечението му по хазарта се отразява зле на финансите му.
През този период Толстой силно се интересува от музика, като самият той добре свири на пиано, а любими негови композитори са Йохан Себастиан Бах, Георг Фридрих Хендел и Фредерик Шопен. В края на 1840-те години, в съавторство със своя познат Зибин, той композира валс, който е записан в началото на XX век от композитора Сергей Танеев и е единствената музикална композиция на Толстой. По същото време Толстой започва първите си сериозни литературни занимания. През зимата на 1850 – 1851 година започва да пише повестта „Детство“, а през март – „Историята на вчерашния ден“.
През 1851 година в Ясная Поляна пристига по-големият му брат Николай Толстой, който служи в армията в Кавказ. Той предлага на по-малкия си брат да постъпи на военна служба. Лев Толстой първоначално отказва, но значителни загуби на хазарт го принуждават да замине за Кавказ, за да ограничи разходите си. Решава да постъпи в армията, но назначението му се забавя по бюрократични причини и прекарва 5 месеца в Пятигорск, като се занимава главно с лов. През есента, след като полага изпити в Тифлис, Толстой е назначен за юнкер в артилерийска батарея, разположена в станицата Старогладковская (Старогладовская, Старогладов) на брега на Терек в днешната Чеченска република. През следващите години участва в продължителната Кавказка война.
В Старогладов Лев Толстой продължава работата си върху „Детство“ и през 1852 година изпраща повестта в редакцията на петербургското списание „Современник“. Николай Некрасов, редактор на списанието, оценява високо повестта и тя е публикувана на 18 септември. „Детство“, подписана само с инициалите Л. Н. Т., е високо оценена от критиката, като авторът веднага е причислен към новото поколение популярни автори, включващо известните вече Иван Тургенев, Иван Гончаров, Александър Островски.
След започването на Кримската война в края на 1853 година Толстой е прехвърлен на Балканския полуостров, където участва в битката при Олтеница и неуспешната обсада на Силистра. От ноември 1854 до септември 1855 година е в обсадения от съюзниците Севастопол, където известно време командва батарея. По същото време пише разказа „Севастопол през декември 1854 г.“ („Севастополь в декабре 1854 г.“), който е публикуван в „Современник“ и прави силно впечатление на широката публика, включително на император Александър II. За службата си в Севастопол Толстой е награден с орден „Света Ана“.
С известността си в светските кръгове и с репутацията си на смел офицер Толстой има възможност за успешна кариера в армията, но скоро я пропилява, като пише няколко сатирични песни. Такава песен, придобила голяма популярност, е посветена на неуспешна военна операция в Крим в края на август 1855 година и засяга много влиятелни генерали, за което Толстой трябва да дава обяснения пред помощник-началника на щаба. След падането на Севастопол Толстой е изпратен като куриер в Санкт Петербург, където завършва разказите „Севастопол през май 1855 г.“ („Севастополь в мае 1855 г.“) и „Севастопол през август 1855 г.“ („Севастополь в августе 1855 г.“), публикувани вече с пълното име на автора. Поредицата „Севастополски разкази“ окончателно утвърждава литературната репутация на Толстой и през ноември 1856 година той напуска военната служба.

### Пътувания в Европа и публикации
Пътуването му в Европа през 1860 – 1861 г. оформя неговата политическа и литературна трансформация, когато се среща с Виктор Юго, чийто литературен талант Толстой похвалва, след като чете току-що завършения роман „Клетниците“. Сравнение на романа на Юго и „Война и мир“ на Толстой показва влиянието на Юго в пресъздаването на баталните сцени. Политическата философия на Толстой е повлияна от среща през март 1861 г. с френския анархист Пиер-Жозеф Прудон, тогава живеещ в изгнание под чуждо име в Брюксел. Освен че преглежда предстоящата публикация на Прудон La Guerre et la Paix („Война и мир“ на френски), чието име Толстой ще заеме за своя шедьовър, двамата обсъждат образованието и, както Толстой пише в своя образователна тетрадка: „Спомняйки си за този разговор с Прудон, той показва, че според моя личен опит той беше единственият човек, който разбираше значението на образованието и на печатницата.“
Изгарящ от ентусиазъм, Толстой се връща в Ясная Поляна и основава 13 училища за децата на своите крепостни, на база на принципите, описани в есето му „Училището на Ясная Поляна“ от 1862 г. Образователните експерименти на Толстой не траят дълго заради тормоз от страна на царската тайна полиция. Въпреки това, като предшественик на училището на А. С. Нийл, училището в Ясная Поляна може да се счита за първия образец за демократично образование.
Известно време Толстой работи като учител в родния си край. Издава списание „Ясная Поляна“, в което създава педагогическата теория на „свободното възпитание“. Съставя учебници „Азбука“ и „Нова азбука“.

### Последни години
След духовното си възкресение през 1880 г. Лев Толстой прави 2 неуспешни опита да напусне Ясная Поляна – през 1884 и 1897 г. През 1884 г. смята да замине за Америка, а през 1897 г. – във Финландия. Толстой напуска Ясная Поляна през 1910 г., за да живее в обикновено руско село, в обикновена селска къща. Това си намерение той споделя с руския селянин толстоист Михаил Новиков от с. Боровково, Тулска губерния. Седмица преди бягството си му пише и писмо, в което го моли да му осигури селска къща. М. Новиков обаче не отговаря веднага на писмото и Толстой получава отговора му вече в Астапово.
Религиозните възгледи на Толстой коренно променят начина му на живот и поведение. Той се отказва от собствеността и авторските си права (с разделителен акт прехвърля собствеността си на членовете на своето семейство през 1892 г.), работи физически труд, отрича експлоатацията, насилието и суеверието на държавата и църквата. Намира единомишленици сред сектантите-духобори, обикновените руски селяни, дворяните, занаятчиите и студентите. Семейството на Толстой и бившата му дворянска среда не приемат новите му възгледи и поведение. Толстой се чувства сам и не на мястото си в имението си в Ясная Поляна. Единствената му опора са вярата и съзнанието му за съществуване на разумен, но непознаваем Бог, който е вложил в човешките сърца божествени качества – жертвоготовност, доброта, милосърдие, които Толстой нарича „любов“.
Има човек, макар и изгонен от Русия заради пропаганда на новите идеи на Толстой, който е моралната му опора – това е Владимир Григориевич Чертков. Чертков живее 10 години в Англия и получава от Толстой близо 1000 писма. През 1907 г. му е разрешено да се върне в Русия. Той купува земя в съседното на Ясная Поляна село Телятинки от дъщерята му Александра Толстая, която единствена от семейството споделя религиозните възгледи на баща си. Там построява голям дом и стопански сгради, които са отворени за всеки нуждаещ се и за толстоистите. Но тази близост и всекидневното посещение на Толстой в Телятинки не са одобрявани от семейството на Толстой и най-вече от съпругата му София Андреевна. Тя, заедно със съседката си помещицата Звегинцева, прави оплакване в полицията и Чертков получава забрана да живее в Тулска губерния. В. Г. Чертков се заселва в имението Крекшино до Москва. Там през 1909 г. му гостува Толстой и пише завещанието си, в което предоставя авторските права върху литературното и религиозното си творчество на цялото човечество, като желае Чертков да събере, подреди и издаде цялото му творчество. В началото на 1910 г. Чертков получава разрешение да се върне в Телятинки.
За Толстой започва най-кошмарната, последна година от живота му. Цялото семейство – осем деца, вече пълнолетни и със семейства, и жена му желаят да получат правата над творчеството му. Те подозират, че верен на религиозните си възгледи, Толстой ще ги лиши от тези права и ще предостави творбите си безвъзмездно на всички хора. Самото завещание на Толстой се оказва незаконосъобразно според действащия в Русия закон, тъй като няма посочено поименно лице. Налага се тайно в гората до Ясная Поляна Толстой да пише ново завещание, в което посочва дъщеря си Александра за наследник на авторските му права и Чертков – за издател на съчиненията му. Прилага и обяснителна записка, в която пояснява защо постъпва по този начин и утвърждава волята си, че творчеството му принадлежи на цялото човечество безвъзмездно. Съпругата му София го следва неотлъчно, заплашва със самоубийство, ако се среща с Чертков, проверява и рови за завещанието непрекъснато. Синовете му грубо изискват да се откаже от „лудостта си“ и да остави правата на семейството си. Атмосферата в дома му е непоносима. Вечерта на 10.11.1910 г. (28.10 стар стил), на 82 г., Лев Толстой не издържа и тайно напуска Ясная Поляна. Придружава го личният му лекар Д. Маковицки. За бягството знае единствено дъщеря му Александра, която трябва да дойде при него в Шамординския женски манастир, където е сестрата на Толстой. Той отива там при сестра си Мария и дори си наема къща в селото до манастира. Но пристига Александра и го уведомява за реакцията на жена му – хвърлила се в езерото рано сутринта, след като узнава за бягството му. Спасена е от младия секретар на Толстой, В. Булгаков. Толстой решава да напусне и сестра си, и заедно с лекаря и дъщеря си заминава на юг – в Кавказ. Купени са билети за Ростов на Дон. Но във влака Толстой се разболява от пневмония и слиза на гара Астапово (днес в Липецка област). Там след седмица боледуване умира на 20.11 (7.11 стар стил) 1910 г. До него са Александра и Чертков. Съпругата му не е допусната, както и православен свещеник. Толстой завещава да бъде погребан под вековните дъбове край Ясная Поляна, без церемония, без кръст и име на гроба. Това е изпълнено, но през 1912 г. София Андреевна все пак заплаща на свещеник и той извършва православно опело на гроба, въпреки забраната на Светия синод на РПЦ.
Много са спекулациите с религиозните идеи на Толстой и целта на бягството му. Александра Толстая пише в спомените си, че са решили да отидат в България. Създателите на музея в с. Ясна поляна, Бургаско, пишат, че целта е била комуната в селото. Дори да са решили да пътуват за България, това е решение на лекаря и Александра – така пише в спомените си племенницата на Толстой Елисавета Валерианова, която е била на гости при майка си и е свидетелка на пристигането и разговорите на Толстой с майка ѝ в манастира. Според нея думите на Толстой са били „При никакви познати, в никаква колония, а в някое обикновено руско село желае да живее и умре.“ И това е най-логично и истинно, като се имат предвид религиозните възгледи и поведение на Толстой. Колкото до твърдението на Дънов и на неговите последователи, то никога и никъде Толстой не пише и не произнася името на Дънов; не го произнасят и хората от най-близкото му обкръжение – Д. Маковицки, П. Бирюков, В. Чертков, В. Булгаков, Александра Толстая. Лев Толстой спира до разума и морала, отрича всичко, което не е в рамките на разума, и затова всяка теософия, езотерични и тям подобни религиозни учения са му чужди.
Толстой дава истински християнски пример – отказ от богатство, титла и авторски права, изкарване на хляба с личен физически труд. Това правят и толстоистите и ред религиозни секти след революцията през 1917 г. в Русия и полагат основите на практичен религиозен комунизъм, подкрепяни от секретаря на Ленин, религиозния експерт Вл. Бонч-Бруевич, но след смъртта на Ленин проектът за религиозен комунизъм е забранен и унищожен от Троцки и Сталин.

## Толстоизъм
Учение
Духовното и нравствено рождение на Толстой се извършва през 1880 г. Той реформира теоретично християнството, като изчиства и показва истинската вяра на човека Христос в Бога. За разлика от църковното християнство, което проповядва вяра в богочовека Христос, в неговото възкресение и чудеса, Толстой отрича догматите и каноните. Той утвърждава християнската нравственост, изразена в „Проповед на планината“ на човека Христос (Матей, гл. 5), която е лично дело за всеки индивид, тук и сега, и няма никаква връзка с обредите и тайнствата на църквата, била тя православна, католическа или протестантска. За това Лев Толстой е отлъчен от руската православна църква през 1901 г. Религиозно-социалните му съчинения са забранени в Русия и се печатат в Англия и Швейцария.
Създател е на религиозно-философско учение (толстоизъм) за непротивене на злото чрез насилие. На 82 години напуска имението си поради несъгласие с жена си, която не приема завещанието на Толстой относно правата над литературните и религиозните му съчинения, които се предоставят безвъзмездно на всекиго, който желае да ги издава, т.е. на цялото човечество. Напуска също и паразитния живот в имението, за да живее в обикновено руско село, макар придружителите му – Александра Толстая и д-р Д. Маковицки да са му предлагали емиграция в България или включване в толстоистка колония в Кавказ. Но не успява, умира в къщата на началника на малката жп гара Астапово на 20 ноември 1910 г.
България
В началото на XX век група млади интелигенти от всички краища на България създават толстоистка колония в село Алан Кайряк (Бургаско), поддържаща кореспонденция с Лев Николаевич Толстой. Комуната има силно присъствие в живота на селото и впоследствие то е наречено Ясна поляна, получавайки името на родното място на писателя. Издават списание „Възраждане“ (1907 – 1935), в което публикуват 11 ръкописа на Толстой, религиозно-философска литература за разумен човешки и обществен живот, сведения за толстоизма в България и света. За изданието Толстой казва: „Това е единственото списание в света, проповядващо напълно нашите идеи“.
От 1944 г. до 2008 г. в България са издавани само художествените му произведения. Религиозните му книги са забранени до 1989 г. Тяхното първо издание е през 2008 г., когато се навършват 180 години от рождението му. Юбилейната 2010 г., когато се навършват 100 г. от смъртта на Лев Толстой, е отбелязана подобаващо единствено във Варна със седмична изложба на религиозно-социалните произведения на Толстой и съвременни изследвания за тях, като изложбата е закрита с дискусия за толстоизма.

## Творчество

### Литературни произведения
Романи
- Семейно щастие (Семейное счастье, 1859)
- Декабристи (Декабристы, 1861)
- Война и мир (Война и мир, 1869)
- Ана Каренина (Анна Каренина, 1877)
- Възкресение (Воскресение, 1899)

Повести
- Детство (Детство, 1852)
- Юношество (Отрочество, 1854)
- Младост (Юность, 1857)
- Двама хусари (Два гусара, 1856)
- Утрото на помешчика (Утро помещика, 1856)
- Поликушка (Поликушка, 1862)
- Казаци (Казаки, 1863)
- Смъртта на Иван Илич (Смерть Ивана Ильича, 1886)
- Кройцерова соната (Крейцерова соната, 1889)
- Дявол (Дьявол, 1891)
- Фалшивият купон (Фальшивый купон, 1911)
- Хаджи Мурат (Хаджи-Мурат, 1912)

Пиеси
- Зараженное семейство (1864)
- Нихилист (Нигилист, 1866)
- Силата на мрака (Власть тьмы, 1886)
- Драматическая обработка легенды об Аггее (1886)
- Первый винокур, или Как чертенок краюшку заслужил (1886)
- Плодовете на просвещението (Плоды просвещения, 1890)
- Петр Хлебник (1894)
- Живият труп (Живой труп, 1900)
- И свет во тьме светит (1900)
- От ней все качества (1910)

Разкази
- Набег (1853)
- Записки маркёра (1855)
- Рубка леса (1855)
- Севастополски разкази (Севастопольские рассказы, 1855)
- Метель (1856)
- Разжалованный (1856)
- Из записките на княз Д. Нехлюдов (Люцерн, 1857)
- Алберт (Альберт, 1858)
- Три смърти (Три смерти, 1859)
- Тихон и Маланя (Тихон и Маланья, 1860)
- Кавказки пленник (Кавказский пленник, 1872)
- Две лошади (1880)
- Прыжок (1880)
- Рассказ Аэронавта (1880)
- Чем люди живы (1881)
- Декабристи (Декабристы, 1884)
- Където е любовта, там е и Бог (Где любовь, там и Бог, 1885)
- Два старика (1885)
- Упустишь огонь – не потушишь (1885)
- Вражье лепко, а божье крепко (1886)
- Два брата и золото (1886)
- Ильяс (1886)
- Крестик (1886)
- Много ли человеку земли нужно (1886)
- Свечка (1886)
- Три старца (1886)
- Холстомер (Холстомер, 1886)
- Три сына (1889)
- Кто прав? (1891)
- Франсуаза (1891)
- Суратская кофейная (1893)
- Карма (1894)
- Три притчи (1895)
- Дорого стоит (1901)
- Ассирийский царь Асархадон (1903)
- Разрушение ада и восстановление его (1903)
- Бедные люди (1905)
- Божеское и человеческое (1906)
- За что? (1906)
- Корней Васильев (1906)
- Ягоды (1906)
- Волк (1909)
- Благодарная почва (1910)
- Песни на деревне (1910)
- Разговор с прохожим (1910)
- Три дня в деревне (1910)
- Алёша Горшок (1911)
- Нечаянно (1911)
- Отец Василий (1911)
- След бала (После бала, 1911)
- Что я видел во сне (1911)
- Идилия. Не си играй с огъня, ще се опариш (Идиллия, 1911)
- Записки сумасшедшего (1912)
- Мать (1912)
- Посмертные записки старца Федора Кузьмича… (1912)
- Две различные версии истории улья с лубочной крышкой (1912)
- Сила детства (1912)
- Сон молодого царя (1912)
- Ходынка (1912)
- Проезжий и крестьянин (1917)
- История вчерашнего дня (1928)
- Как умирают русские солдаты (1928)
- Святочная ночь (1928)
- Дяденька Жданов и кавалер Чернов (1932)
- Отрывки рассказов из деревенской жизни (1932)

### Религиозно-социални съчинения
- „Изследване на догматичното богословие“
- „Съединение и превод на четирите евангелия“
- „Моята вяра“
- „Но какво да правим“
- „Царството божие е вътре във вас“
- „За всеки ден“
- „Пътят на живота“

## Биографии
- „Последната гара“ – биографичен роман за Толстой от Джей Парини, филмиран през 2008 г.